# Thomas le Rhymer
Thomas le Rhymer (aussi appelé Thomas Rhymer ou Thomas Rymer), de son vrai nom Thomas Learmonth d'Erceldoune, est un devin et un poète écossais du XIIIe siècle.

## Biographie
Thomas est né à Erceldoune (actuellement Earlston), sur la frontière écossaise. Il a la réputation d'être l'auteur de nombreux vers prophétiques. Sa vie est mal connue, mais son nom est mentionné dans deux chartes de 1260-80 et de 1294, la dernière se rapportant au « fils de Thomas de Ercildounson et à l'héritier de Thome Rymour de Ercildoun ».
Le souvenir de Thomas a survécu des siècles après sa mort; plusieurs imitateurs ont fabriqué de fausses « prophéties » de Thomas Le Rhymer, afin de promouvoir la cause de l'indépendance écossaise. La réputation de ses pouvoirs surnaturels a même, pendant un temps, rivalisé celle de Merlin l'Enchanteur. Il aurait prédit nombre de grands événements dans l'histoire écossaise, comme la mort d'Alexandre III d'Écosse.
Il existe une ballade Thomas le Rhymer que les musicologues font remonter jusqu'au XIIIe siècle. Le thème de cette chanson renvoie aux questions de la tentation et aux plaisirs mortels. On a aussi écrit, au XIVe siècle, un roman de Thomas d'Erceldoune, accompagné de prophéties, qui de toute évidence doit beaucoup à la ballade.
On connaît plusieurs variantes de l'histoire de Thomas Rhymer, qui partent toutes d'un même thème de base. Elles racontent que Thomas aurait embrassé ou eu une relation sexuelle avec la reine d'Elphame (aussi Abundia) et qu'il est monté avec elle (quand il n'est pas transporté d'une autre manière) au royaume des fées. Une version raconte qu'elle se serait changée en sorcière après la nuit qu'ils avaient passé ensemble, en punition, mais qu'elle aurait retrouvé son état d'origine bel en s'approchant du château, où son mari avait vécu. Thomas serait demeuré dans une partie dans le château jusqu'à ce qu'elle lui dise de retourner auprès d'elle et il serait retourné dans le monde des mortels, où il se serait alors rendu compte que sept années (un nombre significatif dans la magie) s'étaient écoulées. À Thomas, qui lui aurait demandé de pouvoir se souvenir d'elle, la reine aurait offert de devenir harpiste ou prophète, et il aurait choisi « prophète ». Après un certain nombre d'années, Thomas serait retourné au royaume des fées, d'où il ne serait jamais revenu.

## Awen
Sur la peinture de titre La Belle Dame Sans Merci de Sir Joseph Noel Paton, il représente l'histoire de Thomas, qui était comme tous les bardes inspirés, entrait et sortait du paradis, puisant de son inspiration à des sources divines. Les bardes comme des druides possédaient de la magie blanche du guérison, de prophétie et d'inspiration lorsqu'ils étaient saisis par Awen, la muse divine. Ils étaient plus redoutés que les plus féroces guerriers lorsqu'ils prononçaient le "Glam dicinn", un chant satirique aux effets destructeurs. 
Le cadeau de Thomas de la prophétie semble lié à son génie poétique, bien qu'on ne puisse établir si le Rhymer était son nom de famille réel ou simplement un sobriquet. Le nom de Thomas le Rhymer souvent rattaché à Sir Tristrem, une version de la légende de Tristan. Quelques lignes dans la chronique de Robert Mannyng doivent être à l'origine de cette association. Toutefois, Sir Tristrem est une adaptation de la seconde moitié du XIIe siècle, attribué au romancier anglo-normand Tumas de Britanie (Thomas d'Angleterre), et il se peut que les deux Thomas aient été confondus.